# U-23サッカー中華人民共和国代表
U-23サッカー中華人民共和国代表は、中国サッカー協会によって編成される中華人民共和国のサッカーの23歳以下のナショナルチームである。23歳以下の選手を対象とするオリンピックに出場するためのチームである。そのため、オリンピックの前年にはU-22サッカー中華人民共和国代表、そのさらに前年にはU-21サッカー中華人民共和国代表と呼称が変わる。

## オリンピックの成績
- 1992 - 予選敗退
- 1996 - 予選敗退
- 2000 - 予選敗退
- 2004 - 予選敗退
- 2008 - グループリーグ敗退　(開催国)
- 2012 - 予選敗退
- 2016 - 予選敗退
- 2020 - 予選敗退
- 2024 - 予選敗退

## アジア競技大会の成績
- 2002 - ベスト8
- 2006 - ベスト8
- 2010 - ベスト16
- 2014 - ベスト16
- 2018 - ベスト16
- 2022 - ベスト8

## U-23選手権の成績
- 2013 - グループリーグ敗退
- 2016 - グループリーグ敗退
- 2018 - グループリーグ敗退
- 2020 - グループリーグ敗退
- 2022 - 出場辞退
- 2024 - グループリーグ敗退